# 荷塘区
荷塘区（かとう-く）は中華人民共和国湖南省株洲市に位置する市轄区。

## 沿革
荷塘区は1997年5月31日、株洲市内の区画調整により設立した。この時の荷塘区は元の東区の月塘・茨菇塘・宋家橋の3つの街道、元の郊区の明照・新民・田心・双豊の3つの村を除いた荷塘鋪・蝶屏の3つの郷と龍頭鋪鎮の茶園・東流・三搭の3つの村から構成された。同年7月、市轄区と行政区画の調整がさらに行われた。荷塘区の東の境界線は、株洲市と長沙市の境界および元の郊区と株洲県の境界とし、南は明照郷と建寧郷を境界線とし、西は京広線および白石港河（老河）を境界線とし、北は蝶屏郷と雲田郷を境界線とした。8月1日、荷塘区政府が正式に成立し、区政府の所在地は新華東路、すなわち元の東区の政府所在地となった。
1997年、荷塘区が成立すると、荷塘区は月塘街道・茨菇塘街道・宋家橋街道・仙庾郷・明照郷・蝶屏郷の3つの街道と3つの郷を管轄することになった。
2001年には区内の行政区画の調整が行われ、蝶屏郷・明照郷がもともと管轄していた19の行政村を15の行政村に減少し、荷塘鋪がもともと管轄した5つの行政村を13の行政村に増加させた。月塘・茨菇塘の2つの街道の行政区域は新たに区画調整がされた。新しい区画制度は10月1日より開始された。12月18日には蝶屏郷が廃止され、仙庾鎮が設置された。その結果、荷塘区には3つの街道（月塘・茨菇塘・宋家橋）、1つの鎮（仙庾鎮）、2つの郷（荷塘鋪郷・明照郷）、43の行政村、46の居民委員会の構成となった。
2005年1月24日、区内の行政区化の調整が行われ、荷塘鋪郷が廃止され、桂花街道と金山街道の2つが設置された。また、仙庾鎮と明照郷および宋家橋街道の管轄範囲が調整された。結果として、
1. 荷塘鋪郷が廃止され、元の荷塘鋪郷の内、金鉤山・太陽・荷塘鋪・新塘坡・桂花・戴家嶺・新村・天台の8つの建制村が宋家橋街道に編入された。
2. 元の荷塘鋪郷の内、龍州・星星・大豊・新市・桐梓坪は明照郷に編入された。
3. 明照郷と宋家橋街道にある建制村は宋家橋街道に編入された。
4. 明照郷の帥家塅・東元の2つの建制村は仙庾鎮に編入された。

## 行政区画
- 街道弁事所：月塘街道、茨菇塘街道、宋家橋街道、桂花街道、金山街道、明照街道
- 鎮：仙庾鎮

## 地理
荷塘区は株洲市の北東に位置し、東は瀏陽市、南東部は淥口区に接し、南西部は蘆淞区と接し、北西部は石峰区と接する。